# Ferdinand Dahl
Ferdinand Dahl (17 juli 1998) is een Noorse freestyleskiër die is gespecialiseerd in de slopestyle en de big air. Hij vertegenwoordigde zijn vaderland op de Olympische Winterspelen 2018 in Pyeongchang en de Olympische Winterspelen 2022 in Beijing.

## Carrière
Dahl maakte zijn wereldbekerdebuut op 14 januari 2017 in in Font-Romeu. Veertien dagen later scoorde de Noor in Seiser Alm zijn eerste wereldbekerpunten. In maart 2017 stond hij in Voss voor de eerste maal in zijn carrière op het podium van een wereldbekerwedstrijd. Tijdens de Olympische Winterspelen van 2018 in Pyeongchang eindigde Dahl als achtste op het onderdeel slopestyle. Op de wereldkampioenschappen freestyleskiën 2019 in Park City eindigde de Noor als dertiende op het onderdeel slopestyle en als 23e op het onderdeel big air.

## Resultaten

### Olympische Winterspelen
| Jaar | Plaats      | Resultaten                 |
| ---- | ----------- | -------------------------- |
| 2018 | Pyeongchang | 8e Slopestyle              |
| 2022 | Beijing     | 16e Slopestyle 19e Big air |

### Wereldkampioenschappen
| Jaar | Plaats    | Resultaten                 |
| ---- | --------- | -------------------------- |
| 2019 | Park City | 23e Big air 13e Slopestyle |

### Wereldbeker
Eindklasseringen
| Seizoen   | Algm | BA  | SS     |
| --------- | ---- | --- | ------ |
| 2016/2017 | 75e  | 12e | 42e    |
| 2017/2018 | 16e  | 40e | Zilver |
| 2018/2019 | 34e  | –   | 9e     |
| 2019/2020 | 141e | 33e | 25e    |